# ماكسيم سميرنوف
ماكسيم سميرنوف (28 ديسمبر 1979 بتالين في إستونيا - ) هو لاعب كرة قدم إستوني في مركز الوسط. شارك مع منتخب إستونيا تحت 17 سنة لكرة القدم ومنتخب إستونيا تحت 19 سنة لكرة القدم ومنتخب إستونيا تحت 21 سنة لكرة القدم ومنتخب إستونيا لكرة القدم. أما مع النوادي، فقد لعب مع ليفاديا تالين ونادي انفونت تالين ونادي ترانز نارفا ونادي فلورا ونادي فنتسبيلس ونادي نوم كاليو وFC Warrior Valga ‏ وViljandi JK Tulevik ‏ وFC TVMK ‏ وFC Kiviõli Irbis ‏.

## وصلات خارجية
- ماكسيم سميرنوف على موقع الاتحاد الأوربي (الإنجليزية)
- ماكسيم سميرنوف على موقع اتحاد إستونيا (الإنجليزية)
- ماكسيم سميرنوف على موقع قاعدة بيانات كرة القدم.إي يو (الإنجليزية)
- ماكسيم سميرنوف على موقع ناشيونال فوتبول تيمز (الإنجليزية)